# Talarn (Alts Alps)
Talarn o Talard (en francès Tallard) és un municipi francès del departament dels Alts Alps, a la regió de Provença-Alps-Costa Blava.

## Toponímia
Les formes antigues són : Talarno i Talarnum el 739, Tallardum el 1271. El nom, identic al de Talarn (Pallars Jussà), deriva del cèltic talos « front » i d'un sufix .

## Demografia
| 1806                                       | 1962 | 1968  | 1975  | 1982  | 1990  | 1999  | 2006  | 2014  |
| ------------------------------------------ | ---- | ----- | ----- | ----- | ----- | ----- | ----- | ----- |
| 1304                                       | 935  | 1.063 | 1.092 | 1.155 | 1.187 | 1.297 | 1.837 | 2.061 |
| Des de 1962: població sense dobles comptes |      |       |       |       |       |       |       |       |

## Administració
| Període   | Identitat          | Partit |
| --------- | ------------------ | ------ |
| 2001-2020 | Jean-Michel Arnaud | NC     |
| 2020-20   | Daniel Borel       |        |